# 名古屋オーシャンズサテライト
名古屋オーシャンズサテライト（なごやオーシャンズサテライト、英語: Nagoya Oceans Satellite）は、日本の愛知県名古屋市をホームタウンとする、日本フットサルリーグ（Fリーグ）に加盟するフットサルクラブチーム:名古屋オーシャンズの下部組織である。

## 概要
名古屋オーシャンズ（トップチーム）へ育成した選手を送り出すべく2009年に設立された、23歳以下の若手選手で構成される下部組織。監督は若山伸太郎。ホームアリーナ（メインスタジアム）は名古屋市港区の武田テバオーシャンアリーナ（旧称・大洋薬品オーシャンアリーナ）である。
チーム名の由来はオーシャンアリーナが名古屋港の近くにあることから、「海を越え世界へはばたいて行きたい」という意味が込められている。
「サテライト」については、かつてJリーグで若手育成のため行われていたJサテライトリーグが由来と思われる。ただし、Jサテライトリーグではサテライトチームが明確に存在していたわけではないが、こちらはプロであるトップチームとは明確に分けられたセカンドチーム、アマチュアチームである。
設立初年度は所属する公式戦カテゴリーがなく、またFリーグクラブ間でも下部組織の状況（有無）に違いがあったことから、月1回大洋薬品オーシャンアリーナで開催された下部組織交流戦（Fリーグの下部組織や地域リーグのチームを招き3～4チームで争われる1day大会）のみが戦場であった。その為、選手の多くは大洋薬品BANFF/NAGOYAに選手登録し、愛知県リーグを戦っていた。2010年シーズンからは大洋薬品BANFF/NAGOYAと入れ替わる形で愛知県フットサルリーグ1部に参入した。年齢制限のある育成組織であることもあり、毎年のように昇格や退団等で主力が抜け、戦力が大きく入れ替わりつづけているが、トップチームと同じ充実した設備や2部練習などフットサルに打ち込める環境に置かれることもあってか、僅か2シーズンで東海地域の最高峰1部リーグに昇格、全日本フットサル選手権3年連続出場(2011～2013)、FUTSAL地域チャンピオンズリーグに2年連続出場(2013,2014)と東海地域の競技フットサルをリードする存在である。
下部組織であるためトップチームに選手を送り込むことを目標としており、毎シーズン数名の選手がトップ昇格を果たしている。また、名古屋オーシャンズのトップチームに昇格とならなかった選手以外にも他のFリーグチームに選手を送り出しており、優秀な育成組織であるといえる。
2013-14シーズンからFリーグに「特別指定選手枠」が設けられ、23歳以下の選手を5名までトップチームに登録したまま、登録変更せずに別カテゴリーのチームの公式戦に出すことが可能となった。その為、トップ昇格した選手であっても23歳以下の選手で「特別指定選手」として登録されれば、東海リーグの試合に出場が可能となった。2013-14シーズンではこの制度を利用し、森秀太、篠田龍馬、香村慧、斎藤功一、申宗勲、八木聖人がサテライトの東海リーグ公式戦に出場した。

## 歴史
2009 - 10年度シーズン
2009年7月、下部組織交流戦で初の対外試合
2010年3月、大洋薬品BANFF/NAGOYA PUMA CUP 2010 第15回全日本フットサル選手権 出場 予選ラウンド敗退（グリーンアリーナ神戸）
2010 - 11年度シーズン
2010年6月、大洋薬品BANFF/NAGOYAに代わり愛知県フットサルリーグ1部に参加　公式戦初出場
2010年10月、愛知県フットサルリーグ1部 優勝 東海フットサルリーグ2部昇格決定
2010年12月、PUMA CUP 2011 愛知県大会 準優勝（ウイングアリーナ刈谷）
2011年1月、PUMA CUP 2011 東海大会 優勝 (鈴鹿スポーツガーデン体育館)
2011年3月、PUMA CUP 2011 第16回全日本フットサル選手権出場 予選ラウンド敗退（舞洲アリーナ）
2011 - 12年度シーズン
2011年11月、PUMA CUP 2012 愛知県大会 優勝（守山スポーツセンター）
2011年12月、東海フットサルリーグ2部 4位
2012年1月、PUMA CUP 2012 東海大会 準優勝 (刈谷市体育館)
2012年2月、東海フットサルリーグ　入れ替え戦　1部7位のエマーソンに勝利し、12-13シーズンの1部昇格を決定
2012年3月、PUMA CUP 2012  第17回全日本フットサル選手権出場 予選ラウンド敗退（大阪市中央体育館）
2012 - 13年度シーズン
2012年11月、PUMA CUP 2013 愛知県大会 優勝（知立市福祉体育館）
2012年12月、PUMA CUP 2013 東海大会 優勝（岐阜メモリアルセンター）
2013年2月、 東海フットサルリーグ1部　2位
2013年2月、第13回FUTSAL地域チャンピオンズリーグ出場　予選ラウンド敗退（スカイホール豊田）
2013年3月、PUMA CUP 2013 第18回全日本フットサル選手権 出場 予選ラウンド敗退(エコパアリーナ）
2013 - 14年度シーズン
2013年12月、PUMA CUP 2014 愛知県大会　準決勝敗退
2014年2月、 東海フットサルリーグ1部　2位
2014年2月、 第14回FUTSAL地域チャンピオンズリーグ出場　予選ラウンド敗退（スカイホール豊田）
2014 - 15年度シーズン
2014年12月、PUMA CUP 2015 愛知県大会 優勝（名古屋市立体育館）
2015年1月、PUMA CUP 2015 東海大会 優勝（鈴鹿スポーツガーデン体育館）
2015年2月、 東海フットサルリーグ1部　3位
2015年3月、PUMA CUP 2015 第20回全日本フットサル選手権 出場 予選ラウンド敗退(舞洲アリーナ）

### 2015 - 16年度シーズン
2015年11月、PUMA CUP 2015 愛知県大会 優勝（テバオーシャンアリーナ）
2015年12月、PUMA CUP 2015 東海大会 優勝（テバオーシャンアリーナ）
2016年 1月、 SuperSports XEBIO東海リーグ2015　優勝　（初優勝、史上初の全勝優勝） 優勝 (初優勝、史上初の全勝優勝）
2016年2月、第16回FUTSAL地域チャンピオンズリーグ出場 予選ラウンド敗退(三重サンアリーナ）
2016年3月、PUMA CUP 2015 第21回全日本フットサル選手権 出場 予選ラウンド敗退(グリーンアリーナ神戸）

## タイトル
地域リーグ
- 愛知県フットサルリーグ1部 優勝1回（2010年）
- SuperSports XEBIO東海リーグ2015

全国大会
- 全日本フットサル選手権大会 愛知県大会 優勝3回（2012年、2013年、2015年）
- 全日本フットサル選手権大会 東海大会 優勝3回（2011年、2013年、2015年）
- FUTSAL地域チャンピオンズリーグ優勝4回（2017年、2018年、2019年、2020年）

## 所属選手
(2019-2020)
- 23 GK 矢内大介
- 24 GK 中村亮治
- 25 GK 浅井凱斗
- 26 FP 坂井佑駿
- 27 FP エッジカルロス
- 28 FP 武田彰
- 29 FP 川邊寛悟
- 30 FP 工藤竜平
- 31 FP 野村悠翔
- 32 FP 川本樹弥
- 33 FP 加藤翔軌
- 34 FP 巽優太
- 35 FP 福冨颯大
- 36 FP 安彦憲史郎
- 37 FP 大澤将士
- 39 FP 仲井大貴
- 40 FP 内藤瑞己
- 41 FP 岩橋直樹
- 42 FP 藤川侑哉
- 43 FP 美馬亘輝
- 44 FP 下田康聖
- 45 FP 伊地知大貴
- 46 FP 森大晟
- 47 FP 溝口司

## 歴代所属選手
トップチーム昇格
（名前の後の国旗は代表経験者）
- 金井智之 (2009-2010)　※初代キャプテン
- 石黒紘久 (2009-2010)
- 森秀太 (2009-2013) 含：特別指定 (U-23)
- 篠田龍馬 (2009-2013) 含：特別指定
- 逸見勝利ラファエル (2009-2010)
- 前鈍内マティアスエルナン (2009-2011)
- 香村慧 (2009-2013) 含：特別指定 ※3代目キャプテン
- 伊藤尚人 (2010-2012)
- 齋藤功一 (2012-2013) 含：特別指定
- 申宗勲 (2012)
- 八木聖人 (2012-2013) ※2013ゲームキャプテン 2014年4月よりトップ
- 浦上浩生 (2012-2013) ※2013チームキャプテン
- 矢澤大夢 (2013-2014)
- 平田ネトアントニオマサノリ（-2015）
- 橋本優也 （-2015）
- 岡島工 （-2015）
- 高見政顕 （-2016)
- 笠井大輝 （-2017）
- 鬼塚祥慶 （-2017）
- 水谷颯真 （-2017）

他のFリーグチーム
- 仁藤秀樹  (2009-2010)
- 柄澤将太 (2009-2011)　※2代目キャプテン
- 松木裕功
- 田村研人 (2011-2012)  ※4代目キャプテン
- 小石峯 成彦
- 岩﨑雄大 (2012-2013)
- 田中優輝 (2013)
- 北川祐 ( -2014)
- イヴァハシ ルーカス ヒデキ ( -2014)
- 大野一輝 ( -2014)
- 三島光太郎 ( -2015)
- 木島悠斗 ( -2015)
- 後村祐樹 ( -2015)
- 熊谷知紀 ( -2015)
- 尾関潤 ( -)
- 瀧澤 大将
- 大薗 諒

歴代所属選手
- 磯太智
- 仁藤宏史
- シルバ見世ブルーノ
- ニシカワ タレス ミツアキ
- 杉浦暢亮
- 神谷竜一
- 白上大樹
- 永田智也
- 柴田直紀
- 稲子聡志
- 横井貴成
- 浅尾 拓巳
- 袴田 真吾
- 中嶋 亮人 (2016-2017)
- 大石 直輝
- 脇山 蓮
- 近藤 啓介

## 歴代監督
- ペドロ・エンリケス（2009年4月 - 2011年3月）
- 高橋優介（2011年4月 - 2013年3月）
- 若山伸太郎（2013年4月 - ）